# کرتینوو
کرتینوو (به چکی: Křtěnov) یک منطقهٔ مسکونی در جمهوری چک است که در ناحیه بلانسکو واقع شده‌است. کرتینوو ۲٫۸۱ کیلومتر مربع مساحت و ۲۴۱ نفر جمعیت دارد و ۵۲۷ متر بالاتر از سطح دریا واقع شده‌است.